# Unterseeboot U-83 (1916)
Pour les autres navires du même nom, voir Unterseeboot 83.
L'Unterseeboot U-83 est un sous-marin de type U 81 de la marine impériale allemande pendant la Première Guerre mondiale. Il a été commandé et déployé pour opérer au large des côtes des îles Britanniques et attaquer la navigation côtière dans le cadre de la campagne sous-marine allemande.
En six mois de carrière, l'U-83 a effectué deux patrouilles dans les approches sud-ouest pendant la bataille de l'Atlantique. Il a coulé six navires marchands pour un total de 6450 tonneaux de jauge brute (TJB). Le 17 février 1917 au large des côtes irlandaises, il torpille le Q-ship britannique HMS Farnborough, mais il est coulé par les armes dissimulées du Farnborough lorsqu’il s’en approche. Il n’y a que deux survivants, repêchés par le Farnborough. Le Farnborough était commandé par le chasseur de sous-marins Gordon Campbell et avait à son bord les récipiendaires de la Croix de Victoria Ronald Niel Stuart et William Williams.

## Conception
Les sous-marins de type U 81 ont été précédés par les sous-marins de type UE I, plus courts. L'U-83 avait un déplacement de 808 tonnes en surface et de 946 tonnes en immersion. Le navire avait une longueur hors tout de 70,06 m, et 55,55 m pour la coque sous pression, un maître-bau de 6,30 m, une hauteur de 8 m et un tirant d'eau de 4,02 m. Le sous-marin était propulsé par deux moteurs de 2400 ch (1800 kW) en surface et deux moteurs de 1200 ch (880 kW) en immersion. Il avait deux arbres d'hélice. Il était capable d’opérer jusqu’à 50 mètres.
Le sous-marin avait une vitesse maximale de 16,8 nœuds (31,1 km/h) en surface et de 9,1 nœuds (16,9 km/h) en immersion. Il pouvait parcourir 11220 milles marins (20780 km) à 8 nœuds (15 km/h) en surface, et 56 milles marins (104 km) à 5 nœuds (9,3 km/h) en immersion. L'U-83 était armé de quatre tubes lance-torpilles de 50 centimètres, un à bâbord et un à tribord à chaque extrémité, de douze à seize torpilles et d’un canon de pont de 10,5 cm SK L/45. Il avait un équipage de trente-cinq hommes : trente et un matelots et quatre officiers.

## Affectations
- Flottille IV : du 31 octobre 1916 au 17 février 1917.

## Commandants
- Kapitänleutnant Bruno Hoppe[3] : du 6 septembre 1916 au 17 février 1917

## Navires coulés
| Date             | Nom             | Nationalité  | Tonnage | Destin.   |
| ---------------- | --------------- | ------------ | ------- | --------- |
| 17 décembre 1916 | Niord           | Suède        | 123     | Coulé     |
| 4 février 1917   | Anna Maria      | France       | 141     | Coulé     |
| 4 février 1917   | Coquette        | France       | 167     | Coulé     |
| 6 février 1917   | Crown Point     | Royaume-Uni  | 5218    | Coulé     |
| 7 février 1917   | Diaz            | Empire russe | 637     | Coulé     |
| 10 février 1917  | Pâquerette      | France       | 164     | Coulé     |
| 17 février 1917  | HMS Farnborough | Royal Navy   | 3207    | Endommagé |